# Tucurú
Tucurú —también conocido como San Miguel Tucurú— es un municipio en el departamento de Alta Verapaz, en la República de Guatemala. Tiene una población de 28,421 habitantes (censo de 2002) repartidos sobre la cabecera municipal, tres aldeas y cincuenta y nueve caseríos; la gran mayoría de la población pertenece a la etnia Q'eqchi' y Pocomchi'.
Luego de la Independencia de Centroamérica en 1821, Tucurú fue asignado al Circuito de Cobán en el Distrito N.º5 (Verapaz) para la impartición de justicia.
Tucurú fue una de las estaciones del Ferrocarril Verapaz, el cual fue fundado el 15 de enero de 1894 entre el puerto fluvial de Panzós y el paraje de Pancajché, de treinta millas de extensión. El tren de pasajeros hacía sus servicios dos veces a la semana, los días lunes y jueves; además los días miércoles de cada semana llegaba al municipio de Panzós un barco de correos con pasajeros y carga procedente de Livingston, Izabal. Este ferrocarril estuvo en operación hasta 1965.
Durante la época de la inmigración alemana a fines del siglo xix la familia Thomae se estableció en Purulhá aprovechando las concesiones que le dieron los gobiernos liberales de Justo Rufino Barrios, Manuel Lisandro Barillas Bercián y José María Reina Barrios; tras su llegada a la Verapaz, Mauricio Thomae fue adquiriendo fincas en la región y en Tucurú específicamente se hizo de las fincas Popabaj en 1897, Paijá en 1902 y Chimox en 1905.  Durante el gobierno del general Jorge Ubico (1931-1944), la familia Thomae se consolidó como una de las más influyentes de la «Verapaz alemana», ya que Ubico había sido Jefe Político de la Verapaz durante el gobierno del licenciado Manuel Estrada Cabrera.

## Geografía física

### Clima
La cabecera municipal de Tucurú tiene clima tropical (Clasificación de Köppen: Af).
| Parámetros climáticos promedio de Tucurú | Parámetros climáticos promedio de Tucurú | Parámetros climáticos promedio de Tucurú | Parámetros climáticos promedio de Tucurú | Parámetros climáticos promedio de Tucurú | Parámetros climáticos promedio de Tucurú | Parámetros climáticos promedio de Tucurú | Parámetros climáticos promedio de Tucurú | Parámetros climáticos promedio de Tucurú | Parámetros climáticos promedio de Tucurú | Parámetros climáticos promedio de Tucurú | Parámetros climáticos promedio de Tucurú | Parámetros climáticos promedio de Tucurú | Parámetros climáticos promedio de Tucurú |
| Mes                                      | Ene.                                     | Feb.                                     | Mar.                                     | Abr.                                     | May.                                     | Jun.                                     | Jul.                                     | Ago.                                     | Sep.                                     | Oct.                                     | Nov.                                     | Dic.                                     | Anual                                    |
| ---------------------------------------- | ---------------------------------------- | ---------------------------------------- | ---------------------------------------- | ---------------------------------------- | ---------------------------------------- | ---------------------------------------- | ---------------------------------------- | ---------------------------------------- | ---------------------------------------- | ---------------------------------------- | ---------------------------------------- | ---------------------------------------- | ---------------------------------------- |
| Temp. máx. media (°C)                    | 27.8                                     | 29.7                                     | 30.9                                     | 32.4                                     | 32.0                                     | 31.1                                     | 30.1                                     | 30.7                                     | 30.6                                     | 29.6                                     | 28.5                                     | 27.9                                     | 30.1                                     |
| Temp. media (°C)                         | 22.6                                     | 23.8                                     | 25.0                                     | 26.4                                     | 26.5                                     | 26.1                                     | 25.5                                     | 25.8                                     | 25.8                                     | 25.0                                     | 23.8                                     | 23.0                                     | 24.9                                     |
| Temp. mín. media (°C)                    | 17.5                                     | 18.0                                     | 19.2                                     | 20.5                                     | 21.0                                     | 21.1                                     | 21.0                                     | 20.9                                     | 21.0                                     | 20.4                                     | 19.1                                     | 18.2                                     | 19.8                                     |
| Precipitación total (mm)                 | 88                                       | 62                                       | 64                                       | 96                                       | 185                                      | 373                                      | 397                                      | 307                                      | 385                                      | 394                                      | 159                                      | 92                                       | 2602                                     |
| Fuente: Climate-Data.org                 |                                          |                                          |                                          |                                          |                                          |                                          |                                          |                                          |                                          |                                          |                                          |                                          |                                          |

### Ubicación geográfica
Sus colindancias son las siguientes:
- Norte: San Juan Chamelco y Senahú, municipios del departamento de Alta Verapaz
- Oeste: Tamahú, municipio del departamento de Alta Verapaz
- Este: Santa Catalina La Tinta, municipio del departamento de Alta Verapaz
- Sur: Purulhá, municipio del departamento de Baja Verapaz[9]

|                                                           | Norte: San Juan Chamelco y Senahú, municipios del departamento de Alta Verapaz |                                                                           |
| Oeste: Tamahú, municipio del departamento de Alta Verapaz |                                                                                | Este: Santa Catalina La Tinta, municipio del departamento de Alta Verapaz |
|                                                           | Sur: Purulhá, municipio del departamento de Baja Verapaz                       |                                                                           |

## Gobierno municipal
Los municipios se encuentran regulados en diversas leyes de la República, que establecen su forma de organización, lo relativo a la conformación de sus órganos administrativos y los tributos destinados para los mismos.  Aunque se trata de entidades autónomas, se encuentran sujetos a la legislación nacional y las principales leyes que los rigen desde 1985 son:
| N.º | Ley                                                | Descripción |
| --- | -------------------------------------------------- | --- |
| 1   | Constitución Política de la República de Guatemala | Tiene una regulación legal específica para los municipios en los artículos 253 al 262. |
| 2   | Ley Electoral y de Partidos Políticos              | Ley de carácter constitucional aplicable a los municipios en el tema de la conformación de sus autoridades electas. |
| 3   | Código Municipal                                   | Decreto 12-2002 del Congreso de la República de Guatemala. Tiene la categoría de ley ordinaria y contiene preceptos generales aplicables a todos los municipios, e inclusive contiene legislación referente a la creación de los municipios.             |
| 4   | Ley de Servicio Municipal                          | Decreto 1-87 del Congreso de la República de Guatemala. Regula las relaciones entra la municipalidad y los servidores públicos en materia laboral. Tiene su base constitucional en el artículo 262 de la constitución que ordena la emisión de la misma. |
| 5   | Ley General de Descentralización                   | Decreto 14-2002 del Congreso de la República de Guatemala. Regula el deber constitucional del Estado, y por ende del municipio, de promover y aplicar la descentralización y desconcentración económica y administrativa.                                |

El gobierno de los municipios está a cargo de un Concejo Municipal mientras que el código municipal —ley ordinaria que contiene disposiciones que se aplican a todos los municipios— establece que «el concejo municipal es el órgano colegiado superior de deliberación y de decisión de los asuntos municipales […] y tiene su sede en la circunscripción de la cabecera municipal»; el artículo 33 del mencionado código establece que «[le] corresponde con exclusividad al concejo municipal el ejercicio del gobierno del municipio».
El concejo municipal se integra con el alcalde, los síndicos y concejales, electos directamente por sufragio universal y secreto para un período de cuatro años, pudiendo ser reelectos.
Existen también las Alcaldías Auxiliares, los Comités Comunitarios de Desarrollo (COCODE), el Comité Municipal del Desarrollo (COMUDE), las asociaciones culturales y las comisiones de trabajo. Los alcaldes auxiliares son elegidos por las comunidades de acuerdo a sus principios y tradiciones, y se reúnen con el alcalde municipal el primer domingo de cada mes, mientras que los Comités Comunitarios de Desarrollo y el Comité Municipal de Desarrollo organizan y facilitan la participación de las comunidades priorizando necesidades y problemas.

## Historia

### Tras la Independencia de Centroamérica
La constitución del Estado de Guatemala promulgada el 11 de octubre de 1825 —y no el 11 de abril de 1836, como numerosos historiadores han reportado incorrectamente — creó los distritos y sus circuitos correspondientes para la administración de justicia según el Código de Lívingston traducido al español por José Francisco Barrundia y Cepeda; en dicha constitución se menciona que el poblado de Tucurú era parte del Circuito de Cobán en el Distrito N.º 5 (Verapaz) junto con el mismo Cobán, Carchá, Santa Cruz, San Cristóbal, San Joaquín, Santa Ana, Tamajú, Purulá, Chamiquín y San Juan Chamelco.

### Ferrocarril Verapaz
1. Pancajché
2. Santa Catalina La Tinta
3. Panzós
4. Cobán

El Ferrocarril Verapaz fue fundado el 15 de enero de 1894 mediante la firma de un contrato por noventa años entre el estado de Guatemala -presidido por el General José María Reina Barrios- y el señor Walter Dauch, representante de la compañía «Ferrocarril Verapaz & Agencia del Norte Limitada». Este contrato preveía la construcción, mantenimiento y explotación de un tramo de ferrocarril entre el Puerto Fluvial de Panzós y el paraje de Pancajché, de treinta millas de extensión. El tren de pasajeros hacía sus servicios dos veces a la semana, los días lunes y jueves; además los días miércoles de cada semana llegaba al municipio de Panzós un barco de correos con pasajeros y carga procedente de Livingston (Izabal), Izabal. Además de las terminales en Panzós y Pancajché, había estaciones en Santa Rosita, La Tinta, y Papalhá.
En 1898, se reportó que dada la riqueza del café producido en Cobán, que en ese entonces era la tercera ciudad más grande de Guatemala, se estaba ampliando el ferrocarril desde Panzós hasta esa ciudad. El ferrocarril estuvo en uso continuo hasta 1965.

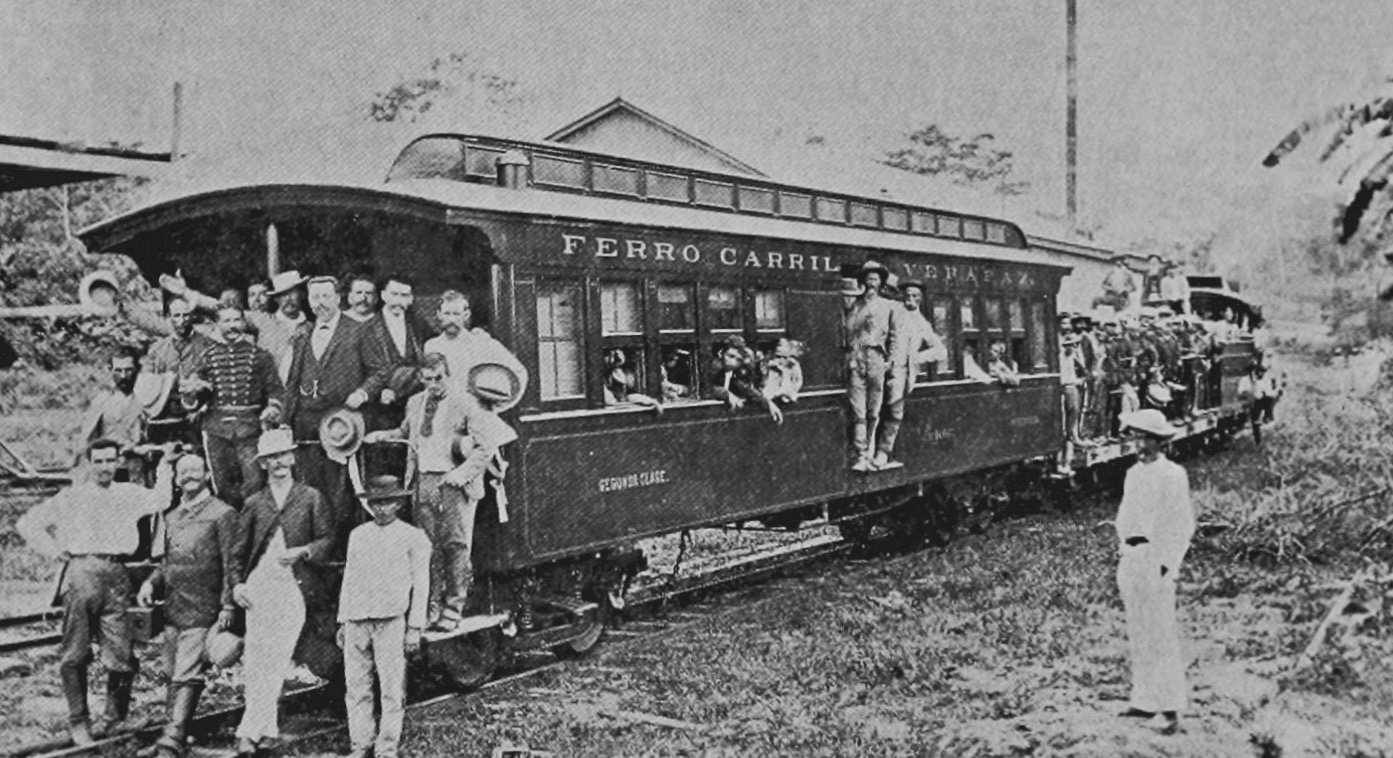
Viaje inaugural del Ferrocarril Verapaz en 1894.
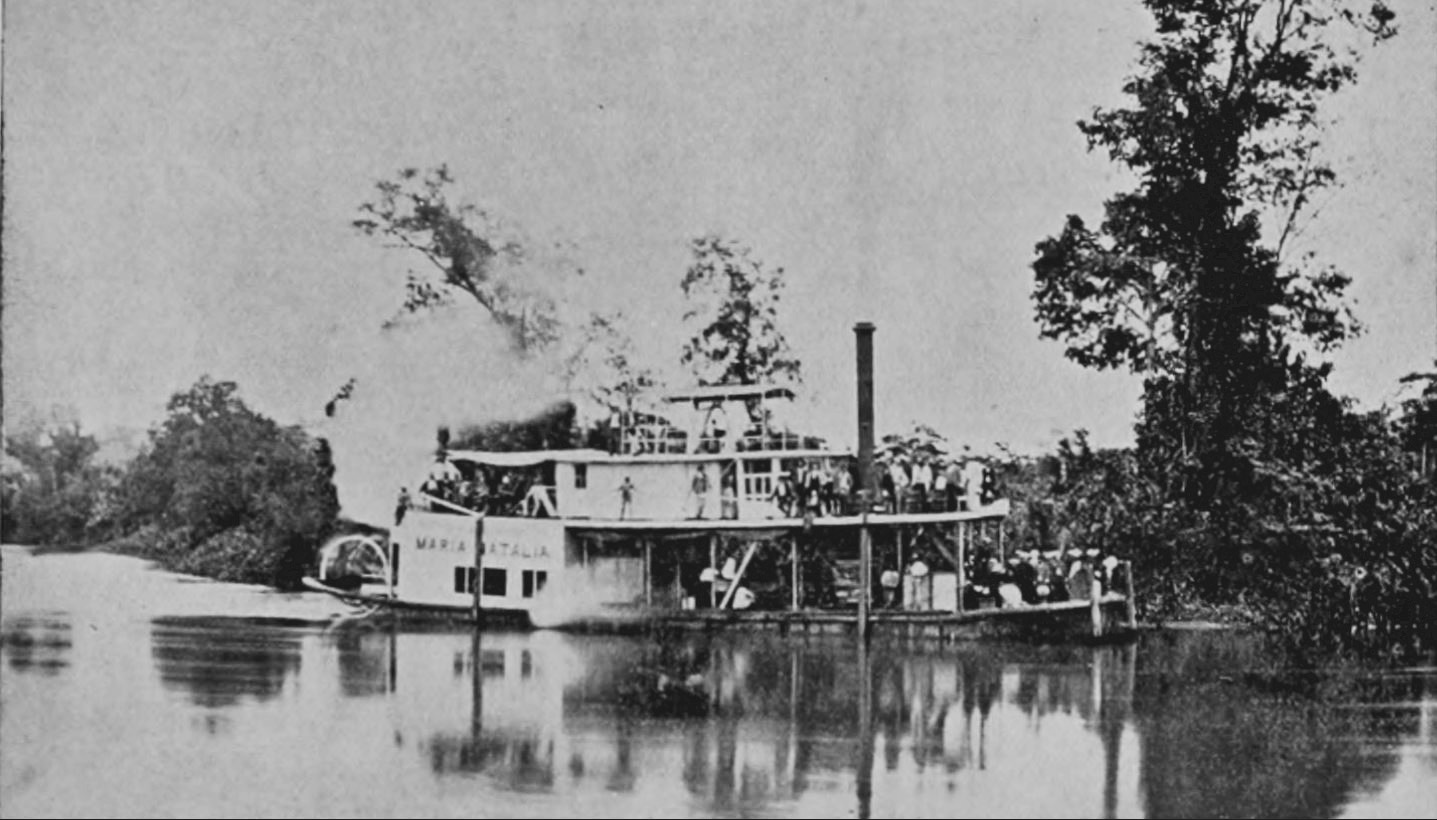
Vapor del ferrocarril Verapaz navegando por el río Polochic.
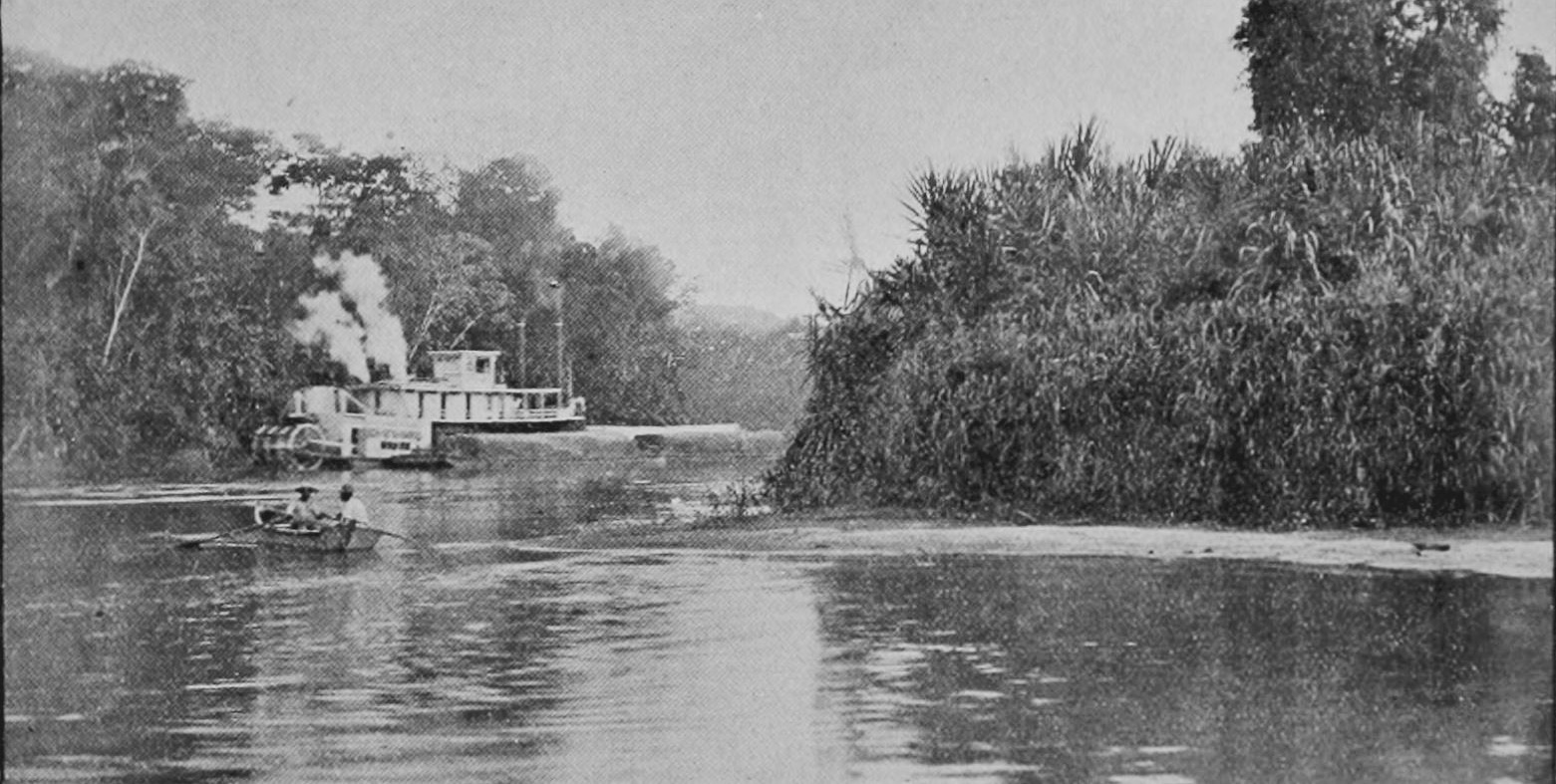
Vapor del ferrocarril Verapaz transportando café.
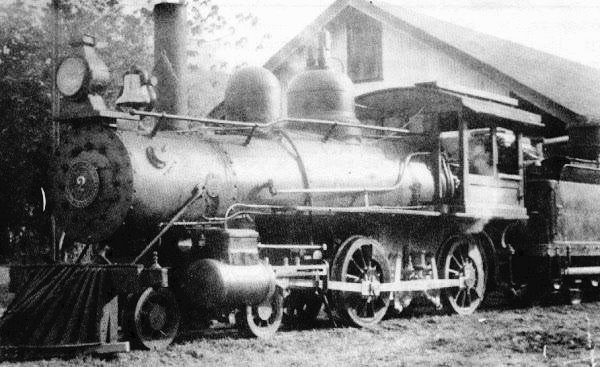
Locomotora del ferrocarril Verapaz en la década de 1900.

### Familia Thomae
Una de las familias alemanas más fuertes a fines del siglo xix fueron los Thomae, quienes se establecieron en Purulhá aprovechando las concesiones que les dieron los gobiernos liberales de Justo Rufino Barrios, Manuel Lisandro Barillas Bercián y José María Reina Barrios.  Las primeras fincas de Mauricio Thomae fueron:
| Año  | Finca       | Ubicación | Año  | Finca      | Ubicación |
| ---- | ----------- | --------- | ---- | ---------- | --------- |
| 1882 | Cubilgüitz  | Cobán     | 1889 | San Isidro | Purulhá   |
| 1897 | Comija      | Tamahú    | 1897 | Popabaj    | Tucurú    |
| 1900 | Nueve Aguas | Purulhá   | 1902 | Panzal     | Purulhá   |
| 1902 | Rocjá       | Tamahú    | 1902 | Paijá      | Tucurú    |
| 1905 | Chimox      | Tucurú    |      |            |           |

Durante el gobierno del general Jorge Ubico (1931-1944), Mauricio Thomae llegó a consolidarse como uno de los terratenientes más influyentes de la «Verapaz alemana» junto a los Sarg, los Sapper y los Diesseldorf. Ubico había sido jefe político de Cobán durante el gobierno de veintidós años de Manuel Estrada Cabrera y se hizo amigo de varias familias alemanas, incluyendo la familia Thomae.